# Aiguille du Plan
L'Aiguille du Plan (3.673 m s.l.m.) è una montagna del massiccio del Monte Bianco e facente parte della Catena delle Aiguilles de Chamonix.

## Salita alla vetta
La prima ascensione risale al 1871 ad opera di James Eccles con le guide Alphonse e Michel Payot.
Oggi la vetta è raggiungibile partendo dalla prima stazione della funivia che arriva all'Aiguille du Midi oppure partendo dal Rifugio Plan de l'Aiguille.

## Collegamenti esterni

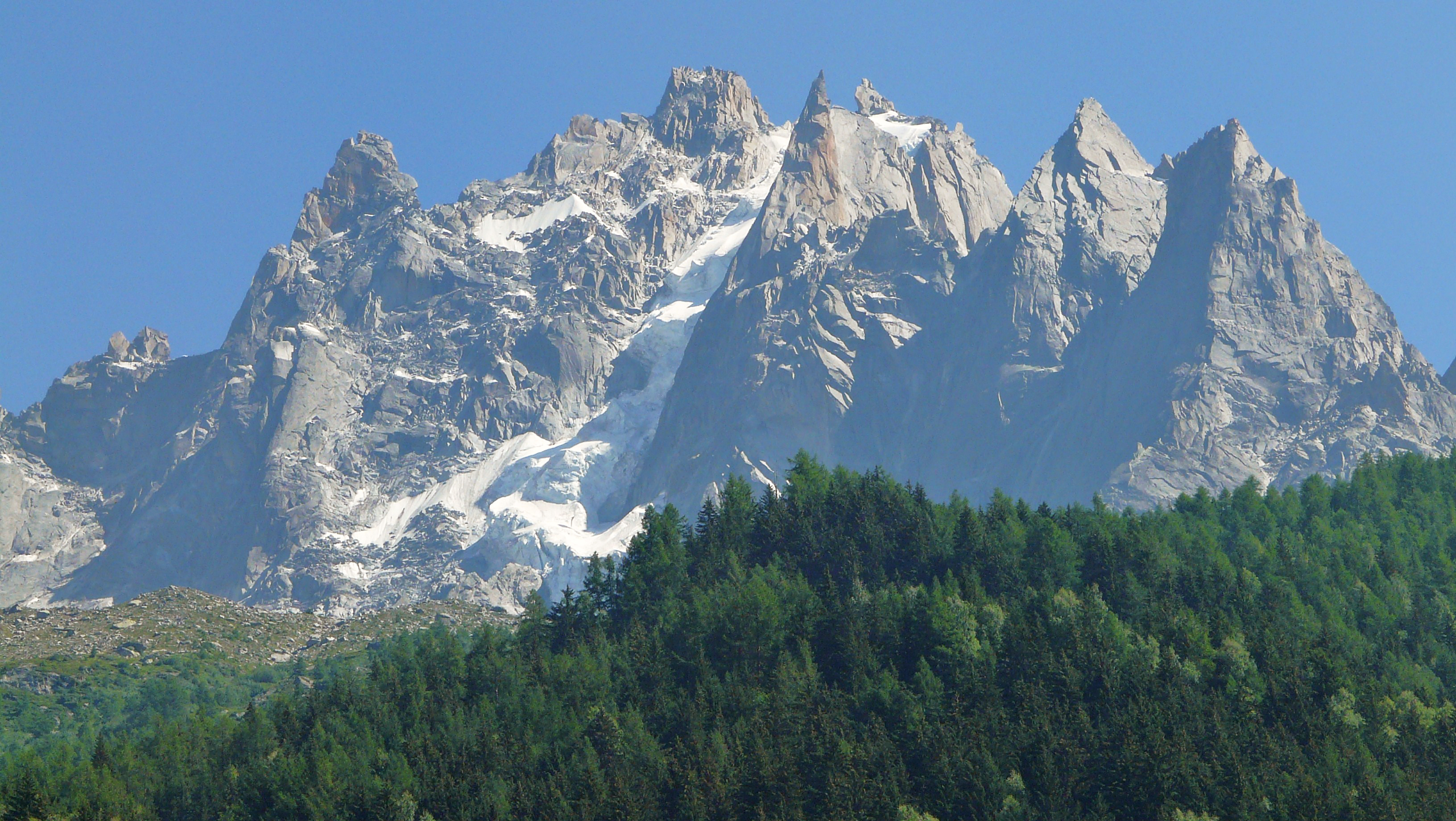
La montagna vista da Chamonix.